# Leucothyreus igneus
Leucothyreus igneus är en skalbaggsart som beskrevs av Olivier 1789. Leucothyreus igneus ingår i släktet Leucothyreus och familjen Rutelidae. Inga underarter finns listade i Catalogue of Life.